# 다향고등학교
다향고등학교(茶香高等學校)는 대한민국 전라남도 보성군 보성읍 옥평리에 있는 공립 고등학교이다.

## 학교 연혁
- 1951년 9월 25일 : 보성농업고등학교 설립 인가(농과 6학급)
- 1951년 9월 25일 : 초대 안태시 교장 부임
- 1951년 10월 15일 : 개교(보성농업고등학교)
- 1993년 3월 1일 : 보성실업고등학교로 개명 (자동차과 신설)
- 2005년 3월 1일 : 학과 개편(원예과를 차산업경영과로 개편)
- 2012년 3월 1일 : 다향고등학교로 개명
- 2014년 7월 28일 : 다목적 강당 준공
- 2018년 12월 14일 : 기숙사, 급식실 신축
- 2019년 3월 1일 : 학과 개편(자동차과-부사관과, 차산업경영과-제과제빵과 개편)
- 2020년 3월 13일 : 기숙사 증축
- 2025년 1월 9일 : 제73회 졸업생 31명(총 6,561명)
- 2025년 3월 1일 : 제25대 남운원 교장 부임
- 2025년 3월 4일 : 부사관과 및 제과제빵과 36명 입학

## 설치 학과
- 제과제빵과
- 부사관과

## 참고 자료
- 다향고등학교 - 한국교육학술정보원 학교알리미